# إبراهيم بن حسن بن عبد الرفيع الربعي
أبو إسحاق إبراهيم بن حسن بن عبد الرفيع الربعي قاضي القضاة بتونس من مواليد 637 هـ وله مع أبي إسحاق الصفاقسي مذاكرات. أخذ عن جماعة الوافدين على تونس من الأندلس وسمع منهم ومن أبي عمرو عثمان المعروف بابن شقر والقاضي أبي عبد الله بن عبد الجبار الرعيني السوسي. وأيضاً تولى الخطابة بجامع الزيتونة ثم صرف عنها وتولى عوضه هارون الحميري وامتحن بالعزل والنفي للمهدية والسجن بها وتوفي في رمضان سنة 733 هـ  ودفن بتربته المعروفة بتونس.

## علمه
ألّف معين الحكام في مجلدين غزير الفائدة كثير العلم نحا فيه اختصار المتيطية وله رد على ابن حزم في اعتراضه على مالك في أحاديث خرجها في الموطأ ولم يعمل بها وله اختصار أجوبة ابن رشد وله البديع في شرح التفريع لابن الجلاب وفهرسة رواها عنه ابن جابر الوادي آشي

## القضاء
تردد في ولاية القضاء بين تبرسق وقابس نحواً من ثلاثين عاماً ثم تداول قضاء الجماعة بتونس خمس دول أولها سنة 699 هـ

## شيوخه
- أبي القاسم بن أبي بكر بن مسافر اليمني أبي أحمد تقي الدين
- محمد بن عبد الجبار الرعيني السوسي أبي عبد الله
- عثمان بن سفيان بن عثمان التميمي التونسي أبي عمرو

## تلامذته
- فرج بن قاسم بن أحمد بن لب التغلبي الغرناطي
- علي بن محمد بن أبي القاسم اليعمري التونسي أبي الحسن نور الدين
- عبد الحكيم بن الحسين بن عبد الملك التنمالي اليدرازتيني الواغديني
- محمد بن أحمد بن محمد بن أحمد بن شبرين
- محمد بن أحمد بن محمد العجيسي أبي عبد الله شمس الدين
- محمد بن عبد الرحمن الجزولي أبي عبد الله
- محمد بن أحمد بن مرزوق التلمساني